# Aerobioză
Aerobioza reprezintă capacitatea unor sisteme vii de a trăi în prezența oxigenului molecular liber (respectiv în contact cu mediul aerian) sau dizolvat în apă, și de a-l folosi în procesele oxidative ale metabolismului. Toate organismele aerobe prezintă însă și etape anaerobe în metabolism (glicoliza). Viața aerobă pare să se fi dezvoltat, pe Pământ, din sisteme anaerobe, deoarece și oxigenul din atmosferă este, în foarte mare măsură, produsul secundar al fotosintezei plantelor verzi, autotrofe.
În biologie, termenul aerobioză definește forma de viață a unor organisme (de obicei bacterii), în care energia necesară proceselor vitale rezultă din respirație prin reacții de oxidare cu participarea oxigenului molecular liber din mediu.